# Paedo Alert News
Paedo Alert News foi uma revista internacional em inglês dirigida especificamente aos pedófilos homossexuais, publicada oficialmente nos Países Baixos entre 1979 e 1985 pela associação Spartacus. Com periodicidade aproximadamente bimestral, a revista incluia notícias, artigos, ensaios, fotografia, informação sobre a pedofilia e a infância e outros conteúdos de interesse para pedófilos. Especialistas como Edward Brongersma e Frits Bernard colaboraram nela com freqüência. 
Começou sendo publicada como Pan: a Magazine about Boy-Love em junho de 1979. Após uma ameaça legal da editora Pan Books de Londres, que considerava que a revista infrigia os direitos do seu nome comercial, o nome original mudou para Paedo Alert News (P.A.N.) a partir do número 13 (outubro de 1982).